# Euphorbia osyridiformis
Euphorbia osyridiformis är en törelväxtart som beskrevs av Ahmed Ahmad Parsa. Euphorbia osyridiformis ingår i släktet törlar, och familjen törelväxter.
Artens utbredningsområde är Iran. Inga underarter finns listade i Catalogue of Life.